# 富善街
富善街（英語：Fu Shin Street）是一條位於香港新界大埔的街道，全長約150米，也是香港其中一個傳統市集，富善街太和市曾是新界東第一大墟市。

## 歷史
富善街初期稱太和市，由新界五大家族泰亨文氏與附近村落連成的「大埔七約」建立，於光緒十八年（1892年）七月初八啟市，用以抗衡大埔頭鄧氏經營的大埔舊墟，啟市時有28間店舖，每約各佔4間，平均分佈在街的兩邊，每邊14間，門戶相對，當時太和市是主要為鄉民提供基本的生活必需品如衣著、糧油雜貨等的市集，市內設有公秤，所得費用作公所開支，每月三、六、九日為墟期。
到了1898年，英國向滿清租借新界後，大埔區在地理上就成為了整個新界東的中心，所以香港政府就在太和市設立理民府，令大埔成為了整個新界東的行政中心。1913年舊大埔墟火車站落成啟用，為旁邊的太和市帶來大量人流，並且逐漸取代大埔舊墟的地位，成為大埔區最興盛的地方。其後太和市的發展已達飽和，店舖開始向仁興街和靖遠街兩邊作上下的發展，隨著這兩條街的出現，鄉民才在2、30年代開始叫墟市原本的一條街為「富善街」，而香港政府亦於1930年5月2日刊憲將太和市一帶的多條街道正名。到今日依然是大埔區最興旺的地方之一。

### 文武廟
位於富善街內的文武廟，與富善街啟市的同一日開光，是新界首座受保護的建築物。初時是七約鄉公所的的辦事處，後來辦事處搬遷，就改為供奉文武二帝，在1984年被列為法定古蹟。
廟的上方設有一個寫有「正大光明」的牌匾，並且設有一個公秤，因為以前的文武廟除了是辦事處外，有時還會處理村民間的糾紛，而公秤則有公平交易之意。

## 特色
富善街最大的特色是兩邊的店鋪都喜歡把貨物放在街道上，不過這會導致富善街的闊度縮減了不少。當時的區域市政總署小販管理隊經常在這裡執法，導致商店的生意損失不少。2002年至2003年間，富善街的商戶發起罷市，簽名等行動，逼使食環署不會掃蕩阻街的貨物，最終食環署向商戶妥協，令這個傳統得以保留下來。

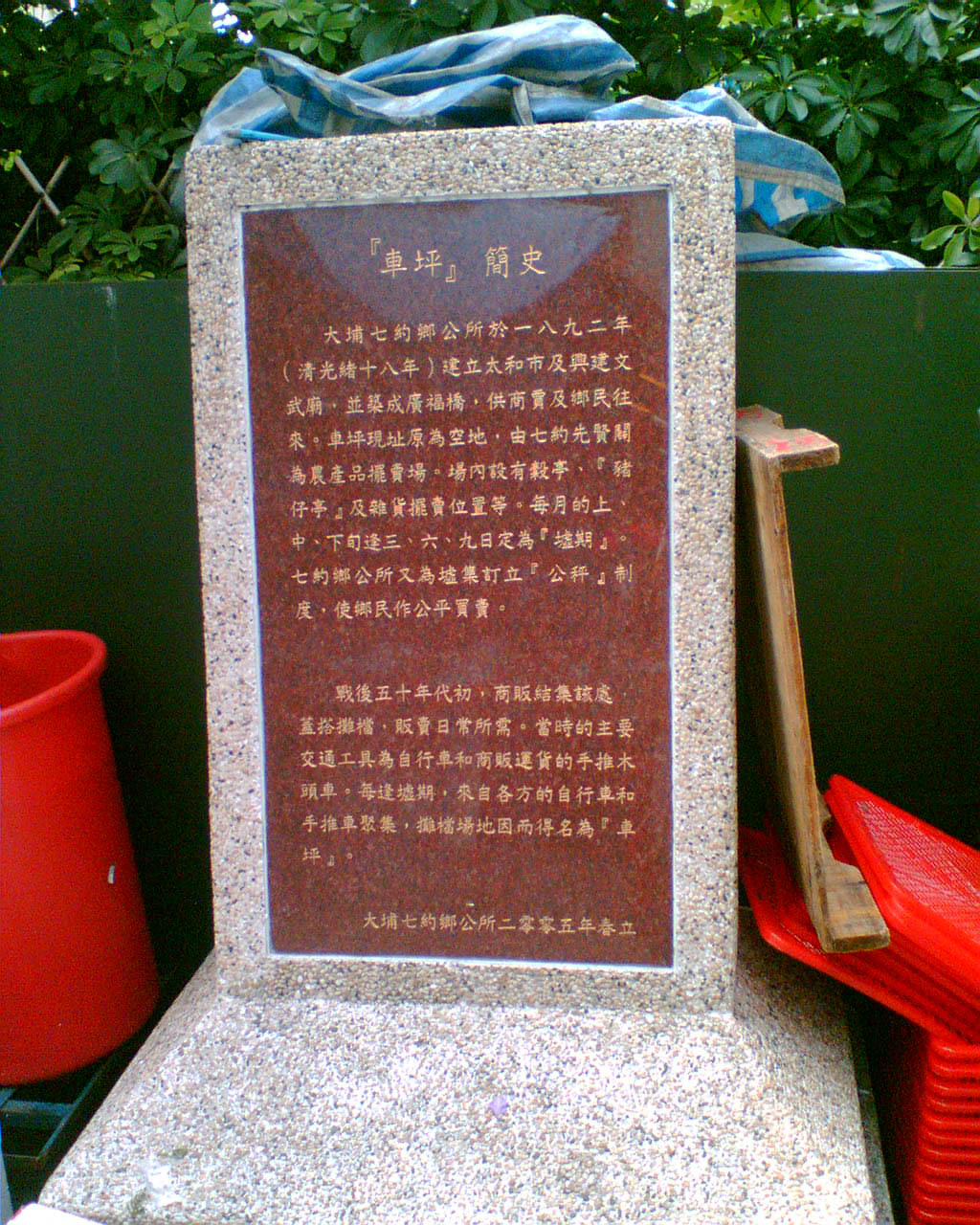
太和市車坪碑
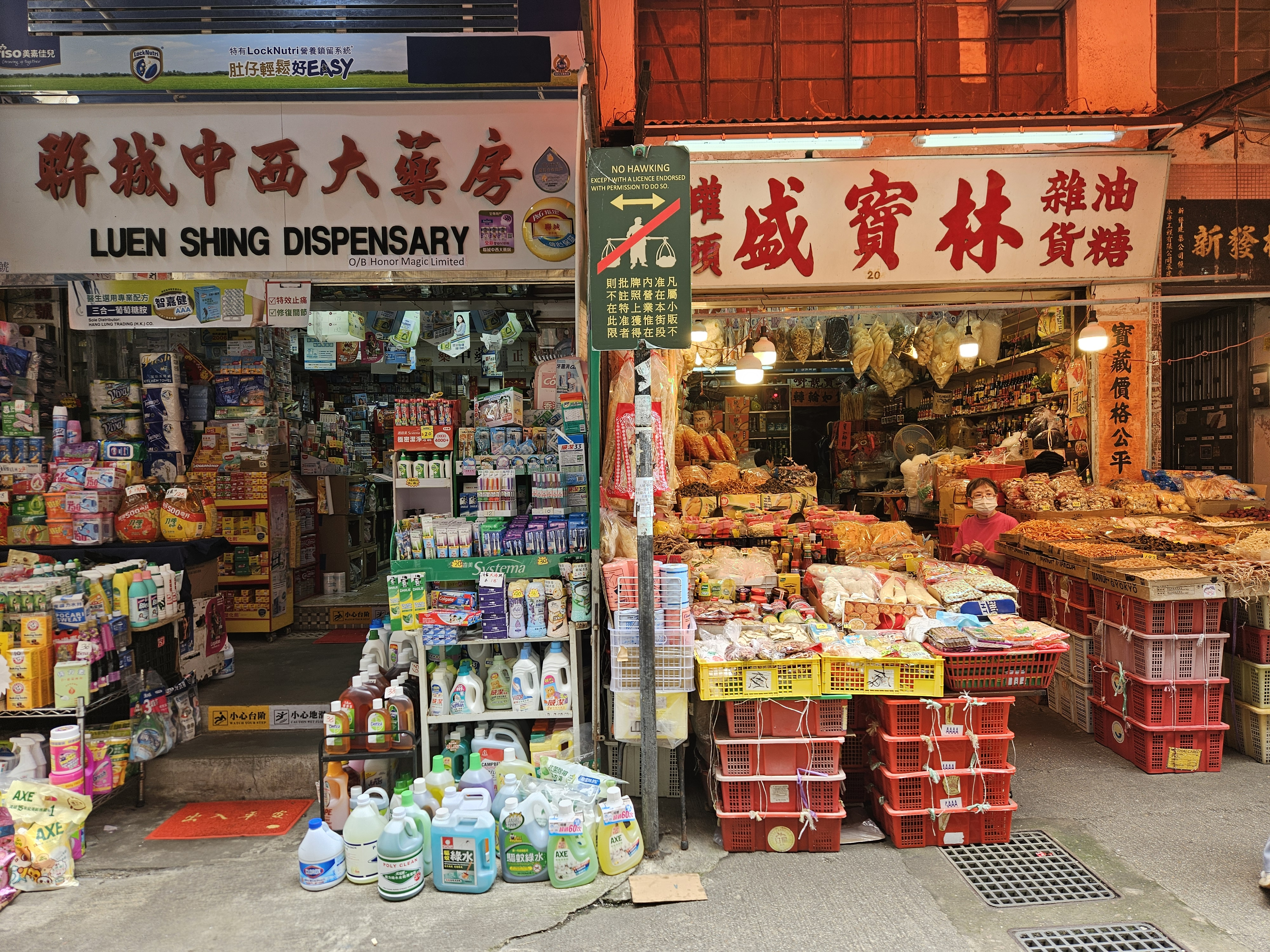
富善街上請勿擺賣的告示牌

## 衝擊與發展
隨著香港農業的式微，富善街的盛況已大不如前，逐漸由一個墟市變成一條普通街道，見證了中國傳統墟市制度在現代化的衝擊下瓦解，和新界農業以至香港社會的變遷。即使富善街吸引不少遊客參觀，但會消費的人始終較少。再加上2004年大埔墟新街市（大埔綜合大樓）啟用，更令商店的生意雪上加霜，現時富善街的店舖空置率是前所未見的，商戶現只希望能保持收支平衡。
大埔區議會的「推動本土經濟活動小組」，曾提出把富善街改為步行街，並進行美化工程，重鋪路面，加建簷篷，希望藉此發展旅遊業，但因為要等待其他配套工程完成後，才能開展富善街的工程，至今仍未有任何的改革。

## 外部連結
- 《一個世紀的追蹤：從富善街太和市看傳統墟市的起落變遷》
- 香港地：富善街－式微中的傳統墟市 （页面存档备份，存于）
- 平凡中的不平凡－富善街 （页面存档备份，存于）